# Artur Partyka
Artur Jerzy Partyka (ur. 25 lipca 1969 w Stalowej Woli) – polski skoczek wzwyż.

## Kariera sportowa
Syn Polki i Algierczyka (imię ojca Mamar). Absolwent XXVI Liceum Ogólnokształcącego w Łodzi.
Wychowanek ŁKS, podopieczny szefa działu szkolenia PZLA Marka Biskupskiego oraz trenera Edwarda Hatali. Jako junior zdobył złote medale zarówno na mistrzostwach Europy jak i świata, nie mając sobie równych wśród rówieśników.
Trzykrotny olimpijczyk (Seul 1988, Barcelona 1992, Atlanta 1996), zdobył dwa medale olimpijskie (brąz w 1992, srebro w 1996), a także trzy medale mistrzostw świata na otwartym stadionie. Należał do najskuteczniejszych lekkoatletów lat 90. XX wieku – w latach 1992–1998 stawał na podium wszystkich międzynarodowych zawodów rangi mistrzowskiej, w których brał udział. Należał do najpopularniejszych polskich sportowców ostatniej dekady XX wieku – był laureatem Plebiscytu Przeglądu Sportowego nieprzerwanie w latach 1992–1998. Sześciokrotnie zdobywał Złote Kolce, nagrodę dla najlepszego lekkoatlety sezonu w Polsce (1991–1995, 1998). Ośmiokrotnie (1991–1998) był notowany w dziesiątce rankingu światowego Track and Field News.
12-krotny mistrz Polski (1989–2000), trzykrotny mistrz kraju w hali (1990, 1991, 1993), trzykrotny rekordzista Polski, aktualny do dziś rekordowy wynik 2,38 m ustanowił w szczytowym sezonie kariery, 18 sierpnia 1996 w Eberstadt.
W 2000 uzyskał w hali wynik 2,37 m, dający mu miejsce w czołówce tabel światowych. W sezonie letnim nie potrafił jednak zbudować formy, gwarantującej zdobycie kolejnego olimpijskiego medalu i zrezygnował z udziału w igrzyskach. 27 lipca 2002 na zawodach w Gdańsku zakończył oficjalnie karierę sportową.

## Sukcesy
| Nazwa zawodów               | Miejsce           | Data | Konkurencja | Wynik      | Miejsce    |
| --------------------------- | ----------------- | ---- | ----------- | ---------- | ---------- |
| Gimnazjada                  | Nicea             | 1986 | skok wzwyż  | 2,18       | 1. miejsce |
| Mistrzostwa Europy juniorów | Birmingham        | 1987 | skok wzwyż  | 2,19       | 1. miejsce |
| Mistrzostwa świata juniorów | Greater Sudbury   | 1988 | skok wzwyż  | 2,28 (RPJ) | 1. miejsce |
| Halowe mistrzostwa Europy   | Glasgow           | 1990 | skok wzwyż  | 2,33       | 1. miejsce |
| Halowe mistrzostwa świata   | Sewilla           | 1991 | skok wzwyż  | 2,37 (HRP) | 2. miejsce |
| Igrzyska Olimpijskie        | Barcelona         | 1992 | skok wzwyż  | 2,34       | 3. miejsce |
| Superliga Pucharu Europy    | Rzym              | 1993 | skok wzwyż  | 2,30       | 1. miejsce |
| Mistrzostwa świata          | Stuttgart         | 1993 | skok wzwyż  | 2,37 (RP)  | 2. miejsce |
| Mistrzostwa Europy          | Helsinki          | 1994 | skok wzwyż  | 2,33       | 2. miejsce |
| Superliga Pucharu Europy    | Villeneuve-d’Ascq | 1995 | skok wzwyż  | 2,25       | 3. miejsce |
| Mistrzostwa świata          | Göteborg          | 1995 | skok wzwyż  | 2,35       | 3. miejsce |
| Igrzyska Olimpijskie        | Atlanta           | 1996 | skok wzwyż  | 2,37       | 2. miejsce |
| Finał Grand Prix IAAF       | Mediolan          | 1996 | skok wzwyż  | 2,30       | 3. miejsce |
| Mistrzostwa świata          | Ateny             | 1997 | skok wzwyż  | 2,35       | 2. miejsce |
| Halowe mistrzostwa Europy   | Walencja          | 1998 | skok wzwyż  | 2,31       | 1. miejsce |
| Mistrzostwa Europy          | Budapeszt         | 1998 | skok wzwyż  | 2,34       | 1. miejsce |

## Ranking światowyTrack and Field News
- 1991: 8. miejsce
- 1992: 6. miejsce
- 1993: 5. miejsce
- 1994: 8. miejsce
- 1995: 5. miejsce
- 1996: 2. miejsce
- 1997: 5. miejsce
- 1998: 4. miejsce

## Miejsca wPlebiscycie Przeglądu Sportowego
- 1992: 6. miejsce
- 1993: 3. miejsce
- 1994: 3. miejsce
- 1995: 5. miejsce
- 1996: 8. miejsce
- 1997: 5. miejsce
- 1998: 2. miejsce

## Rekordy życiowe
Na stadionie
- skok wzwyż – 2,38 m (18 sierpnia 1996, Eberstadt) – aktualny rekord Polski[5]

W hali
- skok wzwyż – 2,37 m (2000)

## Kariera pozasportowa
Mieszka w Łodzi. Współpracuje z grupą lekkoatletyczną Elite Cafe skupiającą czołowych polskich lekkoatletów, jest organizatorem zawodów sportowych, specjalistą od marketingu i promotorem.
W styczniu 2009 został członkiem zarządu PZLA.
Brał udział w programie Just the Two of Us. Tylko nas dwoje, w parze z Paullą zajął piąte miejsce.

## Odznaczenia
- Złoty Krzyż Zasługi (2 września 1996, za wybitne osiągnięcia sportowe)[6]

## Życie prywatne
Jego teściami są Grażyna Osmańska-Kostrzewińska i Zdzisław Kostrzewiński.